# 小林マナ
小林 マナ（こばやし まな）は、日本の女性ボーカリスト、声優。現在はフリー。

## 出演
太字はメインキャラクター。

### アニメ
- メガトン級ムサシ シーズン2（2022年、万波シズカ） - 小林マナ名義

### ゲーム
- メメントモリ（2022年、チェルナ[1][2]） - 小林真奈 名義
- ユアマジェスティ（2022年、ヴァージニア） - 小林マナ 名義

## ディスコグラフィ

### 参加作品
| 発売日         | 商品名                                                                          | 歌                                                      | 楽曲                                | 備考                                     |
| -------------- | ------------------------------------------------------------------------------- | ------------------------------------------------------- | ----------------------------------- | ---------------------------------------- |
| 2018年8月29日  | 太鼓の達人 オリジナルサウンドトラック ベビーカステラ                            | MANA                                                    | 「フリフリ♪ノリノリ♪」              |                                          |
| 2018年8月29日  | 太鼓の達人 オリジナルサウンドトラック ベビーカステラ                            | MANA                                                    | 「Day by Day!」                     |                                          |
| 2018年8月29日  | 太鼓の達人 オリジナルサウンドトラック ベビーカステラ                            | MANA                                                    | 「つながれ! ひろがれ! 打ち上がれ!」 |                                          |
| 2023年7月4日   | ユアマジェスティ 1st アルバム「YOUR MAJESTY」                                   | ヴァージニア(Singer:小林マナ)&クロード(Singer:大山真志) | 「Pledge of Gold」                  |                                          |
| 2023年7月4日   | ユアマジェスティ 1st アルバム「YOUR MAJESTY」                                   | ヴァージニア(Singer:小林マナ)                           | 「アンリミテッド・クイーン」        |                                          |
| 2023年7月4日   | ユアマジェスティ 1st アルバム「YOUR MAJESTY」                                   | ヴァージニア(Singer:小林マナ)&マーニャ(Singer:秋奈)     | 「Obey the Majesty」                |                                          |
| 2023年7月4日   | ユアマジェスティ 1st アルバム「YOUR MAJESTY」                                   | ヴァージニア(Singer:小林マナ)                           | 「真世界秩序」                      |                                          |
| 2023年10月25日 | メメントモリ Lament Collection Vol.1                                            | 小林マナ                                                | 「CRYING BLUE」                     | ゲーム『メメントモリ』キャラクター専用曲 |
| 2024年10月2日  | 『レスレリアーナのアトリエ ～忘れられた錬金術と極夜の解放者～』ボーカルアルバム | 小林真奈                                                | 「命の行方」                        |                                          |

### 歌唱
- 2014年
  - CRリング 運命の日「雫～English ver～」
- 2015年
  - CR絶狼-ZERO-「双牙ｰCleave The Darknessｰ」[6] - Iyo名義
  - 太鼓の達人シリーズ 「day by day」[7] - MANA名義
  - パチスロ スカイガールズ2～ゼロ、ふたたび～「蒼の彼方へ」
- 2016年
  - CR巨人の星～情熱の炎～「Forever wishing」[8] - Iyo名義
- 2017年
  - 太鼓の達人シリーズ 「つながれ! ひろがれ! 打ち上がれ!」 - MANA名義
- 2018年
  - Nintendo Switch 太鼓の達人主題曲 「フリフリ♪ノリノリ♪」 - MANA名義
- 2019年
  - レゴランド・ジャパン・リゾート　オリジナルメインテーマソング「Feel the Emotion ～キミのサイコー！がまっている～」
- 2021年
  - jubeatシリーズ「Faraway sky ft.小林マナ/Starving Trancer」（BIG TREE RECORD) - 小林マナ名義
  - beatmania IIDXシリーズ「愛しくてラヴィンユー ft. マナ / Xceon」 - マナ名義
  - メガトン級ムサシ シーズン1 エンディングテーマ「滅亡世界のバラッド」 - マナ / 小林マナ名義
  - メガトン級ムサシ シーズン1 最終話エンディングテーマ「奇跡の命」 - マナ名義
  - メガトン級ムサシ シーズン1 挿入歌「METAL SAMURAI」 - マナ名義
  - ユアマジェスティ「Pledge of Gold」ヴァージニア(Singer:小林マナ)&クロード(Singer:大山真志)[9] -  小林マナ名義
- 2022年
  - メガトン級ムサシ シーズン2 エンディングテーマ「迷える羊たちの挽歌」 - 小林マナ名義
  - メメントモリ「CRYING BLUE」 - 小林真奈 名義
  - ユアマジェスティ「Obey the Majesty」ヴァージニア(Singer:小林マナ)&マーニャ(Singer:秋奈)[10] -  小林マナ名義
  - ユアマジェスティ「アンリミテッド・クイーン」ヴァージニア(Singer:小林マナ)[11] -  小林マナ名義
  - ユアマジェスティ「真世界秩序」ヴァージニア(Singer:小林マナ) -  小林マナ名義
- 2023年
  - ユアマジェスティ「Dream after dream」ヴァージニア(Singer:小林マナ)[12] -  小林マナ名義
  - ユアマジェスティ「No Mercy」ヴァージニア(Singer:小林マナ)[13] -  小林マナ名義
  - ユアマジェスティ「ボトル・イン・サマー」ヴァージニア(Singer:小林マナ)&サティス(Singer:くろくも)[14] - 小林マナ名義
  - pop'n musicシリーズ「Engraved on my heart ft.小林マナ/ Xceon」 - 小林マナ名義
  - beatmania IIDX 31 EPOLIS「果たせぬ約束 ft.小林マナ」[15]
- 2024年
  - レスレリアーナのアトリエ 〜忘れられた錬金術と極夜の解放者〜「命の行方」[16]
  - beatmania IIDX 32 Pinky Crush「Chasing After YOU ～夢の欠片～ ft.小林マナ」[17]
  - レスレリアーナのアトリエ 〜忘れられた錬金術と極夜の解放者〜「自由の証明」[18]
- 2025年
  - ファンタジーライフｉ グルグルの竜と時をぬすむ少女「私のギャラリー」[19]
  - beatmania IIDX 32 Pinky Crush「Stargazing Trip ～星 探す旅～ ft. 小林マナ」[20]

### ライブ・イベント
| 公演年 | 公演月日 | タイトル                                                       | 会場                   | 備考   |
| ------ | -------- | -------------------------------------------------------------- | ---------------------- | ------ |
| 2023年 | 2月25日  | ユアマジェスティ1st LIVE「MAJESTIC LIVE」                      | KT Zepp Yokohama       | [ 21 ] |
| 2023年 | 5月14日  | ユアマジェスティ2nd LIVE「MAJESTIC LIVE -half anniversary-」①  | ヒューリックホール東京 | [ 22 ] |
| 2023年 | 5月14日  | ユアマジェスティ2nd LIVE「MAJESTIC LIVE -half anniversary-」②  | ヒューリックホール東京 |        |
| 2023年 | 10月8日  | ユアマジェスティ3rd LIVE「MAJESTIC LIVE - Door of Hope -」DAY1 | 幕張メッセ 11ホール    | [ 23 ] |
| 2023年 | 10月9日  | ユアマジェスティ3rd LIVE「MAJESTIC LIVE - Door of Hope -」DAY2 | 幕張メッセ 11ホール    |        |
| 2023年 | 11月22日 | 「とどけ！心の叫びを！」vol.3                                  | 渋谷TAKE OFF 7         | [ 24 ] |